# Dieter Laser
Klaus Dieter Laser (Kiel, 17 de febrero de 1942-Berlín, 29 de febrero de 2020), más conocido como Dieter Laser, fue un actor alemán.

## Biografía y carrera
Se hizo conocido por sus papeles en Lexx (desde 1998 hasta 2000) y The Human Centipede (First Sequence), por el que ganó el premio al "Mejor Actor" en el Austin Fantastic Fest. Una de sus mejores actuaciones fue en Die verlorene Ehre der Katharina Blum, donde actuó junto a Angela Winkler. Se casó con una mujer llamada Inge, y vivieron juntos en Berlín. Falleció el 29 de febrero de 2020, doce días después de cumplir los 78 años, pero no fue anunciado hasta el 9 de abril de 2020, mediante una publicación en su cuenta oficial de Facebook.

## Premios
En 1975, fue galardonado con el Deutscher Filmpreis en la categoría de "Mejor Actor" por su papel en John Glückstadt.

## Filmografía

### Cine
- John Glückstadt, dirigida por Ulf Miehe (1975)
- Die verlorene Ehre der Katharina Blum, dirigida por Volker Schlöndorff y Margarethe von Trotta (1975)

- Die Elixiere des Teufels, dirigida por Manfred Purzer (1976)
- Die gläserne Zelle, dirigida por Hans W. Geißendörfer (1978)
- Deutschland im Herbst, dirección colectiva (1978)
- The Man Inside, dirigida por Bobby Roth (1990)
- Meeting Venus, dirigida por István Szabó (1991)
- Kaspar Hauser, dirigida por Peter Sehr (1993)
- Brennendes Herz, dirigida por Peter Patzak (1996)
- Erhöhte Waldbrandgefahr, dirigida por Matthias Zschokke (1996)
- Gespräch mit dem Biest, dirigida por Armin Mueller-Stahl (1996)
- Der Unhold, dirigida por Volker Schlöndorff (1996)
- Recycled, dirigida por Maria von Heland (2000)
- Suck My Dick, dirigida por Oskar Roehler (2001)
- Führer EX, dirigida por Winfried Bonengel (2002)
- Big Girls Don't Cry, dirigida por Maria von Heland (2002)
- Die 8. Todsünde: Das Toskana-Karussel, dirigida por Peter Patzak (2002)
- Baltic Storm, dirigida por Reuben Leder (2003)
- Ich bin die Andere, dirigida por Margarethe von Trotta (2006)
- The Human Centipede (First Sequence), dirigida por Tom Six (2009)
- The Human Centipede 2 (Full Sequence), dirigida por Tom Six (2011) - cameo de la primera película
- The Human Centipede 3 (Final Sequence), dirigida por Tom Six (2015)
- November, dirigida por Rainer Sarnet (2017)

### Televisión
- Die letzten Ferien, dirigida por Rainer Erler – película de televisión (1975)
- Der Clown – serie de televisión, episodio piloto (1998)